# Dicranus rutilus
Dicranus rutilus är en tvåvingeart som först beskrevs av Christian Rudolph Wilhelm Wiedemann 1821.  Dicranus rutilus ingår i släktet Dicranus och familjen rovflugor. Inga underarter finns listade i Catalogue of Life.